# Thomas W. Evans

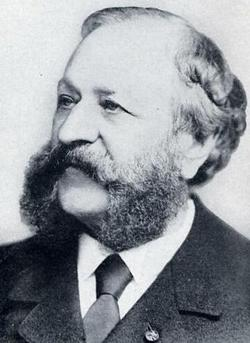
Thomas W. Evans

Thomas Wiltberger Evans (Philadelphia, 23 december 1823 — Parijs, 14 november 1897) was een Amerikaanse tandarts, actief in Parijs.
Evans werd geboren in Philadelphia in een familie van Quakers afkomstig uit Wales. Zijn vader was een militair op rust. Op veertienjarige leeftijd werd hij leerling van een goud- en zilversmid en begon hij instrumenten voor tandartsen te bouwen. In die tijd bestond nog geen formele tandartsenopleiding. Evans ging in de leer bij tandartsen Joseph Warner en John de Haven White. In 1843 kreeg hij het diploma van tandarts. Hij volgde daarna nog lessen aan de Jefferson Medical School waar artsen werden opgeleid. Evans had een praktijk in Lancaster (Pennsylvania) voor hij in november 1847 naar Parijs vertrok. Daar werkte hij gedurende drie jaar in de praktijk van de Amerikaanse tandarts C. Starr Brewster. Zo maakte hij in 1849 kennis met Lodewijk Napoleon toen hij als vervanger van Brewster de toenmalige president verzorgde. Dit was het begin van een jarenlange vertrouwensrelatie en vriendschap. In 1850 startte Evans een eigen praktijk in de Rue de la Paix in Parijs.
Nadat Lodewijk Napoleon in 1852 tot keizer Napoleon III was gekroond, benoemde hij Evans tot zijn hoftandarts. Tijdens de Amerikaanse Burgeroorlog zond Napoleon III Evans als zijn persoonlijk gezant naar Washington. Evans overlegde er met president Lincoln, generaal Grant en andere hoogwaardigheidsbekleders en bezocht ook de plaatsen van enkele slagvelden. Evans adviseerde Napoleon III om de Confederatie niet te erkennen omdat een overwinning van de Unie nakend was. Nadat keizer Napoleon III tijdens de Frans-Duitse Oorlog in Duits gevangenschap ging en de republiek in Parijs werd uitgeroepen, vluchtte keizerin Eugénie vanuit het Tuilerieënpaleis naar het huis van haar vriend Evans. Hij regelde haar vlucht van Parijs naar Deauville.
Al vroeg in zijn carrière begon Evans te experimenteren met gouden vullingen. Hij introduceerde ook het gebruik van lachgas in Europa bij tandheelkundige ingrepen. Evans genoot een internationale reputatie en kreeg verschillende onderscheidingen. Hij werd rijk door investeringen in vastgoed. Evans was geïnteresseerd in kunst en werd beschermheer van de voormalige actrice Méry Laurent. Hij schonk zijn maîtresse een jaargeld van 50.000 francs, een appartement en een huis.